# 卢湾区
卢湾区为中华人民共和国上海市已撤销的市辖区，2011年7月26日，原黄浦区与卢湾区合併设立新的黄浦区。撤销前，卢湾区辖域面积约8.05平方公里，其中陆地面积约7.55平方公里，水域面积约0.50平方公里。常住人口248,779人（2010年人口普查），户籍人口305,144人（2010年人口普查）。2010年地方财政收入136.61亿元，约占上海市地方财政收入的4.75%。区人民政府驻重庆南路，下辖4个街道办事处。

## 概览
卢湾区地处上海市中心，区内商业、饮食业、服务业繁荣发达，世界知名的淮海路商业街区上有一批著名的百货店、特色店、饭店、宾馆、影剧院及娱乐、服务等场所。卢湾得名于区内社区卢家湾，区内有上海中山故居等各类人文景观150多处。从孙中山、蒋中正、毛泽东、周恩来到郭沫若、梅兰芳、张大千，中国近代史上诸多的著名的政治家、文人画家等，都在此留下过业绩和身影。区内交通便捷，地铁、地面交通、高架公路构成立体的交通网络。区内文化、教育、卫生、体育、社区等公益事业设施众多。2011年6月8日，上海市人民政府召开会议，宣布卢湾、黄浦两区行政区划调整方案已获国务院正式批复，撤销黄浦区、卢湾区建制，设立新的黄浦区。

## 历史沿革
区境北区在1900-1914 年相继被闢為法租界，1945年二战胜利后，重庆南路和鲁班路以西设第六区（卢家湾区），鲁班路以东设第五区（泰山区）。1947年泰山区改称嵩山区，1950年“卢家湾区”改称“卢湾区”。共和国后区境南部大量建設為工廠、住宅。1956年撤销嵩山区，其大部并入卢湾区。1959年原邑庙区部分并入；2011年7月26日撤销并入黄浦区。

## 地理位置
卢湾区位于上海市中心，區面積共8.05 平方公里，其中陆地面积7.54平方公里，水域面积0.49平方公里，原為上海最小的區。区界北至延安中路、金陵西路，与黄浦区、静安区交界；东至西藏南路、肇周路、制造局路、高雄路、江边路，与黄浦区（原南市区）接壤；西至陕西南路、瑞金南路，与静安区、徐汇区为邻；南至黄浦江河道中心线，与浦东新区相望。

## 人口
抗日戰爭爆發后，大量人口涌入该区（时法租界）。据抽样调查资料显示，居民大多由江苏、浙江等地遷入。2009年底，全区户籍人口30.74万人，常住人口26.94万，原為上海市人口密度最高的中心城區之一。人均期望寿命为82.37岁。

## 行政区划
卢湾区下辖4个街道（街道办事处），共72个社区（居民委员会）。设有1个社工站（新天地）：
- 打浦桥街道
- 淮海中路街道
- 瑞金二路街道
- 五里桥街道

## 交通
轨道交通有一号线、四号线、八号线、九号线及十号线，公路有南北高架、内环线高架、卢浦大桥、打浦路隧道以及四通八达的公路网，构成了卢湾立体快捷的交通网络。

## 著名地点
- 卢家湾
- 新天地
- 中国共产党第一次全国代表大会会址纪念馆
- 周公馆（中国共产党代表团驻沪办事处纪念馆）
- 中国社会主义青年团中央机关旧址
- 大韩民国临时政府旧址
- 上海中山故居
- 郭沫若旧居
- 张学良寓所
- 邹韬奋纪念馆
- 何香凝寓所
- 梅兰芳寓所
- 徐志摩旧居
- 刘海粟旧居
- 柳亚子旧居
- 林凤眠旧居
- 陈洁如旧居（巴黎新村内）
- 巴金寓所
- 瑞金医院
- 瑞金宾馆
- 卢湾区图书馆（原明复图书馆、中国科学社、中国民主促进会）
- 江南造船博物馆（原江南机器制造总局、江南造船厂）
- 泰康路艺术街
- 雁荡路休闲步行街
- 思南路
- 绍兴路
- 茂名南路
- 八号桥
- 田子坊
- 陕南村
- 中环广场（原上海法租界公董局）
- 尚贤坊
- 兰心大戏院
- 淮海坊
- 金谷邨
- 长乐村
- 东风中学（原法租界公董局巡捕房）
- 上海妇女用品商店
- 复兴公园
- 淮海公园
- 法藏讲寺
- 诸圣堂
- 伯多禄教堂
- 君王堂
- 惠中堂
- 卢工邮市
- 卢浦大桥
- 中国2010年上海世界博览会园区（原江南造船厂）